# Aloe albicans
Aloe albicans é uma espécie de liliopsida do gênero Aloe, pertencente à família Asphodelaceae.